# Bazylika św. Mikołaja w Bari

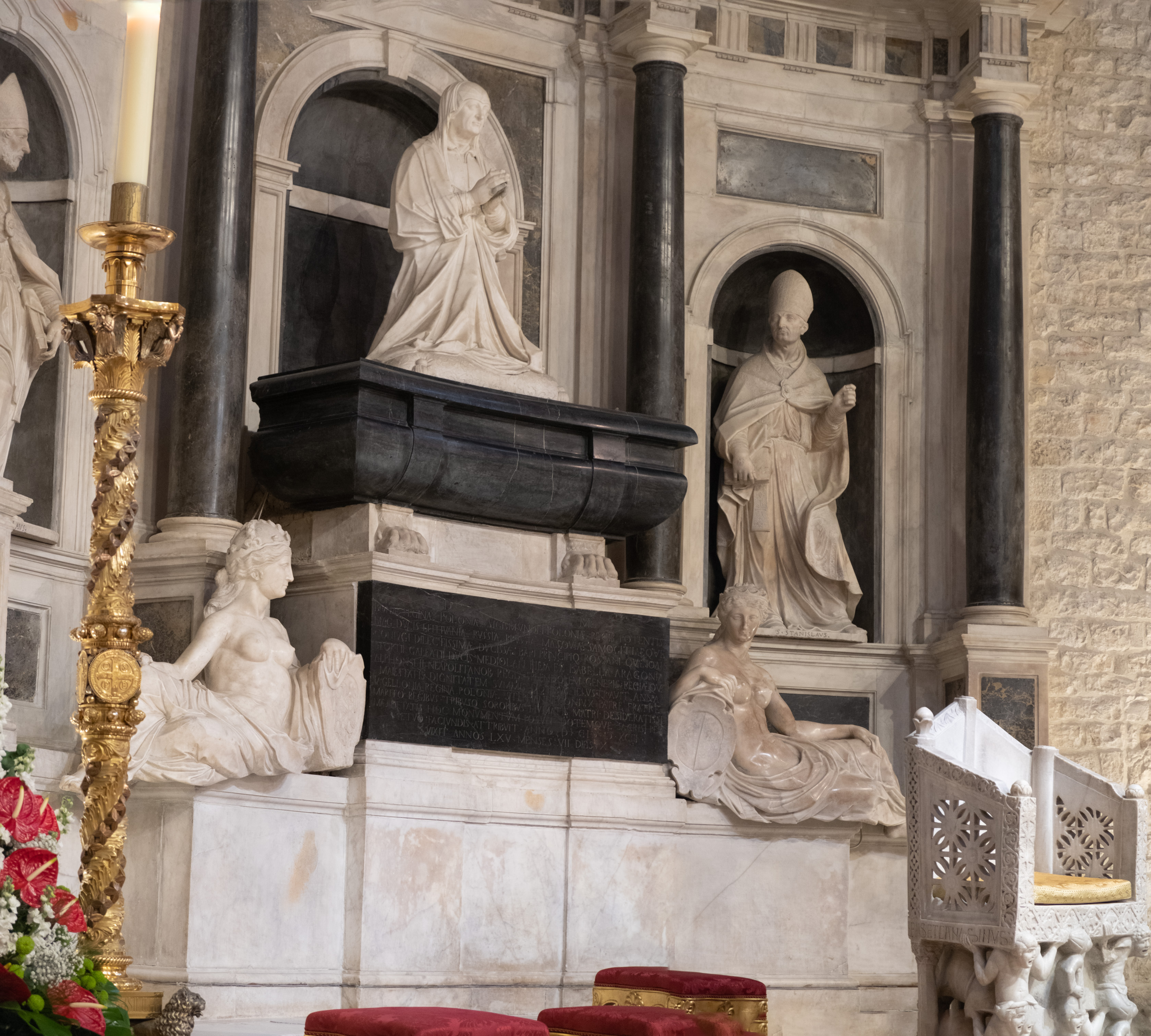
fot. Rafał Korzeniowski

Bazylika św. Mikołaja Cudotwórcy w Bari (wł. Basilica di San Nicola di Bari) – romańska bazylika mniejsza znajdująca  się w  mieście Bari, stolicy włoskiej  prowincji Apulia. Uważana jest za  symbol miasta i jeden z najcenniejszych zabytków architektury romańskiej we Włoszech. Jest celem pielgrzymek zarówno dla katolickich, jak i prawosławnych wiernych,znajduje się tam grób Królowej Bony

## Historia
Początek budowy świątyni łączy się ze sprowadzeniem w 1087 roku  do Bari z małoazjatyckiej  Myry relikwii świętego Mikołaja po zdobyciu miasta przez muzułmanów. Tymczasowo były one przechowywane w miejscowym klasztorze benedyktynów. Jako lokalizację przyszłej świątyni zgodnie z sugestią opata Eliasza  wybrano teren, na którym wznosił się niegdyś pałac bizantyńskiego namiestnika (katepano), zniszczony podczas najazdu Normanów.
W 1098 roku, w krypcie nieukończonej jeszcze bazyliki odbył się synod, zwołany przez papieża Urbana II, w którym brało udział około 185 arcybiskupów, biskupów i opatów a także niższych rangą duchownych. Budowa zakończyła się prawdopodobnie  w 1103 roku.
W katedrze została pochowana polska królowa Bona Sforza.

## Mauzoleum królowej Bony Sforzy
Pomnik grobowy królowej Bony powstał w latach 1589-1593 na zamówienie i z funduszy jej córki Anny Jagiellonki. Grób znajduje się za ołtarzem głównym, na wklęsłej ścianie absydy i został wykonany z białego i czarnego marmuru. Między kolumnami znajdują się nisze, a w nich postacie św. Mikołaja (patrona miasta) i św. Stanisława (patrona Polski). Na tle środkowej niszy, na lwich łapach spoczywa czarny sarkofag, na którym znajduje się postać klęczącej królowej. Poniżej sarkofagu znajduje się postument, a na nim czarna marmurowa płyta z nieczytelną inskrypcją (znany jest jej tekst z relacji Starowolskiego). Flankują ją dwie półleżące alegoryczne postacie kobiece ze słabo czytelnymi kartuszami z herbem Bony i Królestwa Polskiego. Postać z lewej strony z koroną być może jest alegorią Polski.
W wyniku prac konserwatorskich przeprowadzonych w latach 20. XX wieku obecny wygląd jest zubożony, ponieważ usunięto płaskorzeźbę wyobrażającą Zmartwychwstanie Chrystusa z obeliskami z kulami oraz sięgającą górnej części okna dekorację stiukowo-malarską wykonywaną przed 1596 rokiem i przedstawiającą postacie świętych związanych z Polską (św. Kazimierza Królewicza, św. Jadwigi Śląskiej, św. Stanisława Kostki i św. Ludwika Gonzagi) i królów (Anny Jagiellonki, Zygmunta III Wazy, Jana Kazimierza i Marii Ludwiki Gonzagi).